# Goharshad

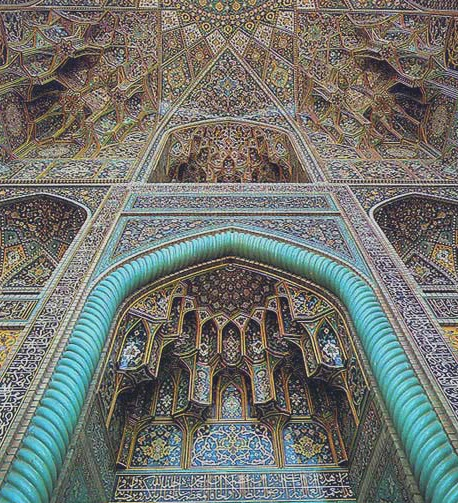
Iwan abbaside nel cortile Atiq del complesso Imam Reza, Mashhad. Iran.

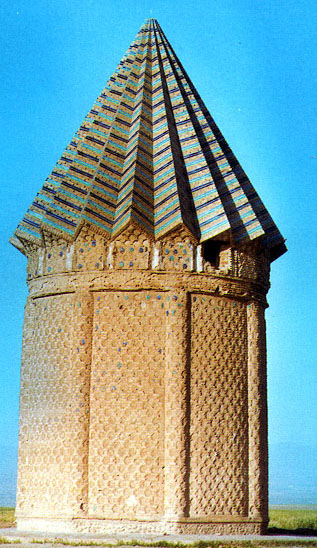
Tomba della sorella di Goharshad, Gohar-Taj. Esempio di architettura timuride in Persia.

Begum Goharshād, anche nota come Gawharshād (in persiano گوهرشاد‎, Gowharšād lett. "gioiello gioioso" o "gioiello splendente"; Samarcanda, XIV secolo – Herat, 19 luglio 1457), è stata una regina persiana, moglie di Shah Rukh, imperatore timuride di Herat.

## Biografia
Era la figlia di Ghiyāth ud-Din Tarkhān, un importante e influente nobile durante il regno di Tamerlano. Secondo le tradizioni di famiglia, il titolo "Tarkhān" venne dato loro da Gengis Khan in persona.
Goharshad sposò Shah Rukh probabilmente nel 1388, certamente prima del 1394 quando nacque il loro figlio, Ulugh Beg. Fu un matrimonio di successo, secondo la ballata popolare di Herat che canta l'amore di Shah Rukh per lei. Ma si sa poco dei loro primi quarant'anni di matrimonio, tranne per quanto riguarda i suoi edifici.
Assieme ai suoi fratelli, che erano amministratori della corte timuride di Herat, Goharshad svolse un ruolo molto importante nella prima storia dei tamuridi. Su sua richiesta, nel 1405, il marito trasferì la capitale dei timuridi da Samarcanda a Herat.
Su sua iniziativa venne costruito il complesso Mousallah ad Herat.
Sotto il suo patrocinio, la lingua e la cultura persiana vennero elevate ad elemento principale della dinastia dei timuridi. Lei e suo marito guidarono una rinascita culturale, con il loro sontuoso mecenatismo nelle arti, attirando artisti di corte, architetti, filosofi e poeti riconosciuti oggi tra i più illustri del mondo di allora, tra cui il poeta Giāmī. Molti squisiti esempi di architettura timuride sono ancora presenti ad Herat oggi.

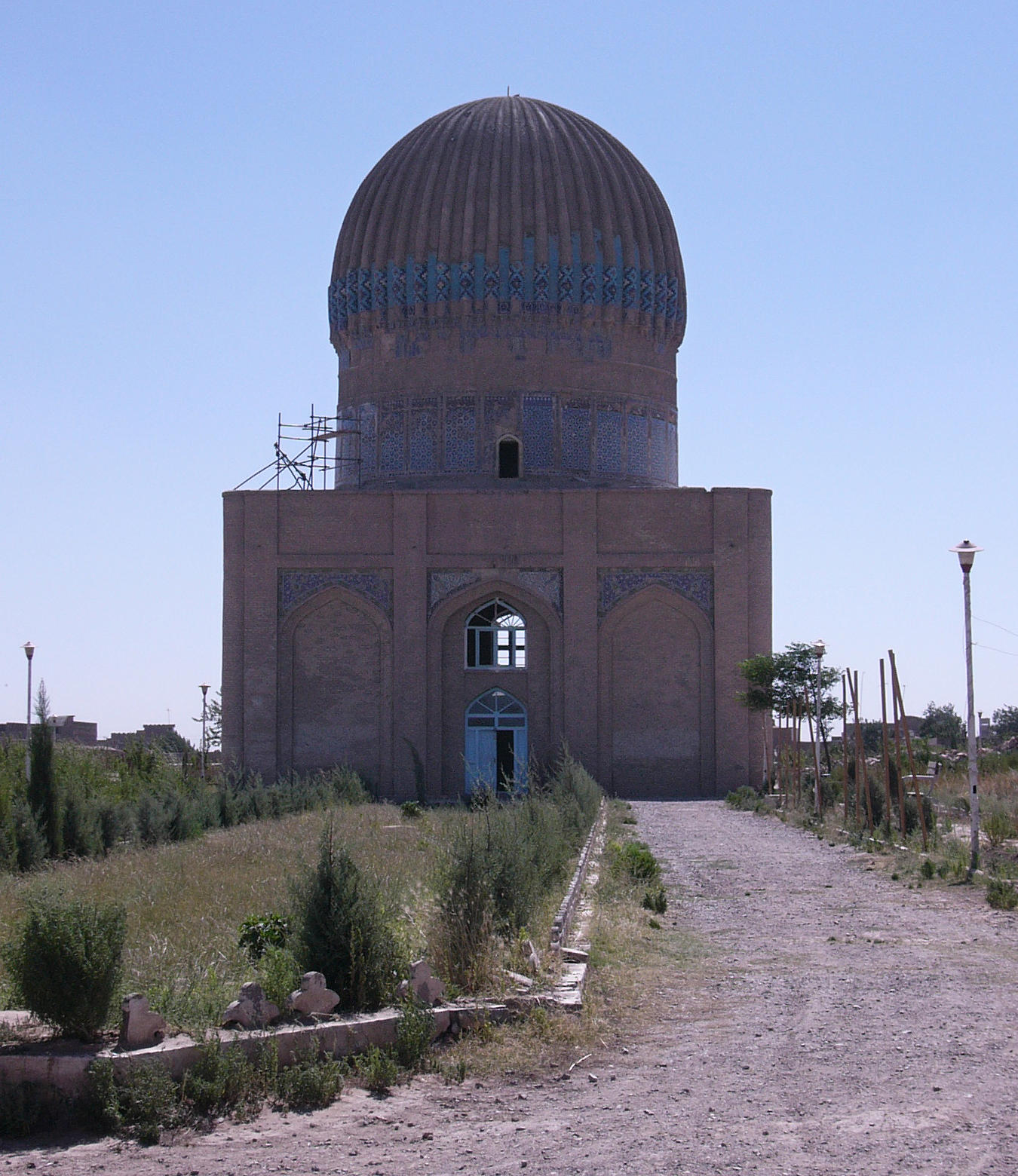
Tomba di Goharshād ad Herat

Dopo la morte di suo marito nel 1447, Goharshad fece salire al trono il suo nipote preferito e, per dieci anni, divenne di fatto la sovrana di un impero che si estendeva dal Tigri ai confini della Cina. Quando aveva superato gli 80 anni, fu giustiziata, il 19 luglio 1457, per ordine di Abu Sa'id Mirza.
Secondo una leggenda, una volta si recò ad ispezionare una moschea e la sua scuola coranica (madrasa) a Herat, accompagnata da duecento sue assistenti, dopo che era stata sgomberata dai suoi studenti, tutti maschi. Un giovane rimase addormentato nella sua cella, fu scoperto da una assistente e sedotto. Quando Goharshad venne a saperlo, ordinò che tutte le duecento sue assistenti sposassero gli studenti.
La tomba di Goharshad si trova vicino alla madrasa che fece costruire, il cui minareto rimane ancora oggi.
Un'università femminile di Kabul, aperta nel 2003, è stata intitolata a Goharshad 
Goharshad fece costruire la Moschea Goharshad, nel 1418, a Mashhad nel Grande Khorasan. Sua sorella, Gohar-Tāj ha la tomba nel Khorasan.